# Единбург (область)
Единбу́рг (Місто Единбург, англ. City of Edinburgh, шотл. гел. Mòr-bhaile Dhùn Èideann) — область в складі Шотландії. Розташована на сході країни. Адміністративний центром є місто Единбург.
Населення на 2011 рік - 476,6 тисяч осіб.

## Найбільші міста
Міста з населенням понад 1 тисячу осіб:
| № | Місто       | Населення, осіб (2006) |
| - | ----------- | ---------------------- |
| 1 | Единбург    | 446 110                |
| 2 | Квінсферрі  | 9 090                  |
| 3 | Керклістон  | 3 310                  |
| 4 | Рато        | 1 550                  |
| 5 | Рато-Стейшн | 1 120                  |